# Агрипа Скептика
Вижте пояснителната страница за други личности с името Агрипа.
Агрипа Скептика (Agrippa, Skeptiker; на гр.: Ἀγρίππας) e гръцки скептик – философ от края на 1 век
Той е автор на пет тропи (τρόποι) на скептицизъм, които са обяснени от Секст Емпирик в произведението му Grundriss der pyrrhonischen Skepsis (IX, 88).

## Тропи
1. Троп: Dissens
2. Троп: Regress ad infinitum
3. Троп: Relativität
4. Троп: Dogma: Regress ad infinitum
5. Троп: circulus vitiosus